# ماريا أميلي
ماريا أميلي (بالنرويجية البوكمول: Maria Amelie)‏ هي مؤلفة وصحفية نرويجية، ولدت في 30 مايو 1985 في فلاديقوقاز في روسيا.

## وصلات خارجية
- الموقع الرسمي